# Leucémie des mollusques
La néoplasie hémocytaire des mollusques ou  leucémie des mollusques est une maladie émergente et encore mal comprise, qui affecte une quinzaine d'espèces de bivalves marins de la zone intertidale ou de la façade littorale de l'Atlantique Nord (moules, huîtres, myes, palourdes).
Cette maladie présente trois caractéristiques dont la conjonction est unique :
1. il s'agit d'un cancer de type leucémique[1] (de plus en plus fréquent et presque toujours mortel pour les bivalves affectés) ;
2. la maladie est « horizontalement » transmissible d'un bivalve à l'autre en franchissant la barrière des espèces (tout en ne touchant que des bivalves) ;
3. ce cancer est systématiquement associé à d'importants désordres chromosomiques (« sévères anomalies génomiques, avec un nombre anormal de chromosomes ») selon des études récentes publiées en 2016[2]) ; ces mutations (mortelles) sont encore incomplètement expliquées.

D'abord été décrit aux États-Unis puis au Canada puis en Europe (dont en France où le phénomène est en extension rapide de 2013 à 2016).
Cette maladie est à ce jour considérée comme sans danger pour les consommateurs d'huitres, moules, coques et fruits de mer.

Mais elle pose de graves problèmes en termes de « services écosystémiques » et pour la biodiversité marine (nombreuses populations de moules et myes décimées) et source de risque économique pour la mytiliculture).
Selon Ifremer (juin 2016) « ces nouvelles épidémies de mortalité anormale, qui affectent les moules bleues de France depuis 2014, soulignent une fragilité inattendue des stocks, et posent de sérieuses questions quant aux origines de ce phénomène, mais aussi quant aux impacts négatifs sur la mytiliculture et sur les écosystèmes qu'ils touchent »,.
Deux recommandations scientifiques concluent une étude française de 2016 :
1. la cytométrie en flux permet de prédire (et donc mieux gérer) la mortalité de moules bleues due à cette maladie (« le niveau de mortalité final est étroitement liée à la qualité initiale cytogénétique »[2]) ; elle devrait être utilisée dans le cadre d'une veille sanitaire pour toutes les zones de mytiliculture, et étendue aux bancs de moules sauvages[2] ;
2. l'utilisation exclusive de semences de moules certifiées via une étude FCM devrait être une priorité pour réduite ou limiter l'extension de la maladie[2].

## Autres noms
D'autres noms lui ont aussi été donnés à cette maladie
- leucémie hémocytaire des mollusques,
- néoplasie hématopoïétique,
- néoplasie hémique,
- sarcome disséminé
- leucémie des mollusques

Cette variété de dénomination correspond aux origines biologiques d'abord attribuées aux cellules cancéreuses par les auteurs qui les ont étudié.
En réalité les cellules néoplasiques qui sont à l'origine de ces cellules tumorales malignes reste inconnue car chez les bivalves, l’organe hématopoïétique supposé produire les hémocytes (normaux ou cancéreux) n'a pas encore été découvert.
L'origine de ces cellules cancéreuses doit être situé dans le mollusque, car dans le cas des hémocytes normaux leur caryotype est celui du mollusque et sinon il l'est au moins en grande partiee,.

## Histoire écoépidémiologique de la maladie
La première suspicion publiée semble avoir été faite aux États-Unis à la fin des années 1960 par Farley qui signale « une maladie probablement néoplasique du système hematopoiétique » chez deux espèces d'huîtres (Crassostrea virginica et Crassostrea gigas) ainsi que des cas de prolifération sarcomatoïdeuse chez la moule bleue (Mytilus edulis).
- Au même moment G.B Pauley pour le National Cancer Institute américain publie une monographie (qui est aussi une revue critique) des néoplasies et d'autres lésions de type tumorales parfois observées chez les mollusques[11].
- En 1982 des coques sont pour la première fois découvertes touchées par un cancer alors supposé être un sarcome à Cork Harbour (Irlande)[12] et presque ausitôt en Bretagne (Aber-Wrach) par Auffret qui observe les lésions cancéreuses au microscope électronique[13],[14] puis dans le bassin d'Arcachon (France)[15],[16].
- 20 ans plus tard (en 1988), E.C Perters avait identifié dans le monde une quinzaine d'espèces de mollusques bivalves parfois touchés par cette forme de leucémie[17].
- En 2015,dans la revue Cell[18], Stephen Goff, du Howard Hughes Medical Institute de New York montre avec ses collègues américains que les épidémies récentes observées au large de l'Amérique du Nord sont dues à un « cancer transmissible » d'un mollusque à l'autre (la transmission horizontale était réputée rarissime pour les cancers. Plus étonnant encore, dans son étude[18] l'équipe de Stephen Goff, du Howard Hughes Medical Institute de New York, révèle que les cellules cancéreuses identifiées aux États-Unis dans des myes provenant de littoraux de régions très éloignées (État de New York, Maine et Île-du-Prince-Édouard au Canada) sont génétiquement identiques ou très semblables les unes aux autres, et toujours génétiquement différentes de celles de l'individu touché. Ce qui laisse penser que cette leucémie aurait pour origine une cellule mutée devenue immortelle (ayant perdu ses capacités d'apoptose) et/ou un Rétrotransposon non reconnu par le système immunitaire des individus « infectés », qui proviendraient d'un seul individu originel (à partir duquel ce rétrotransposon pathogène aurait migré pour contaminer des millions d'autres individus (peut-être chez plusieurs espèces, à la manière d'une infection virale ou à prion capable de franchir la barrière des espèces, entre espèces proches de bivalves filtreurs) ; une sorte de métastase ou « cancer clonal » pouvant passer d'un mollusque à un autre[18] (certains individus y semblant toutefois résistants). 
Cette étude a montré que dans le cas de la mye commune (Mya arenaria, un mollusque bivalve assez courant sur le littoral atlantique nord-américain), le cancer est importé (un peu à la manière d'une métastase, mais à partir d'un autre individu) et qu'il ne résulte pas d'une cancérisation initiée chez/par le mollusque affecté. 
De plus, le rétrotransposon identifié est dans les cellules « surexprimé » (amplifié par un nombre élevé de copies dans des cellules néoplasiques[18]). Cette forme de cancer identifiée depuis les années 1970 chez la mye commune pourrait être apparentée, et de type leucémique (sous réserve de confirmation par des analyses biomoléculaires)[3].
- En 2016, l'aire touchée par la maladie grandit rapidement (en climat tempéré à froid), et n'a toujours pas pu être associée aux caractéristiques d'une sous-région, d'un habitat ou d'un écosystème spécifique. Une étude française pilotée par Ifremer confirme un lien fort entre la maladie et des anomalies génomiques lourdes (voir plus bas). En 2016, Ifremer précise dans un communiqué que l'institut « poursuivra ses travaux avec le même engagement, en liaison avec les ministères compétents et la profession ».

En écoépidémiologie (comme d'ailleurs en épidémiologie) un tel mécanisme était généralement considéré comme exceptionnel voire unique ou presque impossible, et dans tous les cas reste mal compris en termes d'origine, de mécanisme ou d'histoire évolutive 
Il n'avait jusqu'alors été signalé que pour deux espèces, le Chien et le Diable de Tasmanie (voir plus bas). Il semble différent d'autres types de néoplasie de mollusques, par exemple signalés en mer baltique chez Macoma balthica.

## Symptômes
Chez certaines espèces de mollusques (toujours des bivalves selon les données disponibles), l'hémocyte peut être victime d'un cancer spécifique (c'est-à-dire propre aux bivalves) dit « néoplasie disséminée ».

Cette maladie est l'équivalent pour un bivalve d'une leucémie pour un mammifère ou oiseau.
Les hémocytes ont un noyau qui grossit anormalement et ils ne meurent plus à l'échéance normale (cellules néoplasiques).
Ils se mettent alors à proliférer d'abord dans l'hémolymphe puis dans les autres tissus du bivalves malade.
Le dysfonctionnement des organes finit par tuer le mollusque.
Comme les globules blancs humains, les hémocytes des bivalves, quand ils sont vivants et actifs peuvent se déformer pour s'infiltrer dans les tissus et traverser des parois cellulaires pour atteindre des sites d'infections ou aller là où ils sont requis (Cheng, 1996; Chu, 2000; Donaghy et al., 2009). Ils sont doués de chémotaxie, sensible à certaines hormones et peuvent phagocyter de petites particules, et produire des pseudopodes faire des agrégats, et encapsuler ou entourer des particules de grande taille.
Caractéristiques physiques observables de la cellule cancéreuse (néoplasique) :
- elle est plus grosse qu'un hémocyte normal ;
- sa morphologie est simplifiée ;
- son noyau est proportionnellement plus grand ;
- le ratio noyau/cytoplasme est plus élevé ;
- son contenu en ADN est anormal.

## Vocabulaire, sémantique
Rappels :

### l'hémocyte
C'est la (seule) cellule circulante des fluides extra-palléaux et de l'hémolymphe (l'équivalent du sang et de la lymphe chez les mollusques bivalves). 
Les hémocytes sont des cellules multifonctionnelles cruciales pour le maintien de la défense immunitaire des bivalves ; De taille et proportion très variables selon l'espèce, ils jouent à la fois un rôle comparable à celui de nos globule blancs et plus encore (détruisant les microbes captés par phagocytose, impliqués dans la production d'espèces actives de l'oxygène capables de détruire des virus, microbes ou certaines toxines, participant à la réparation tissulaire (et de la coquille) ainsi qu'au transport des nutriments, de même qu'à la digestion et l’excrétion ou encore à la résorption gonadique.
On distingue généralement deux types d'hémocytes :
1. les granulocytes (dotés de granules intra-cytoplasmiques)
2. les hyalinocytes (au cytoplasme transparent dépourvu de granules ou pauvre en granules)

Chez certaines espèces de bivalves, dans chacune de ces deux catégories, des sous-groupes sont distingués, par exemple selon leur taille et/ou selon leur affinité pour certains colorants (acides ou basiques).
Leur origine dans l'organisme du bivalve et même la réalité de lignées cellulaires réellement indépendantes (granulaires et agranulaires) reste discutée.

### La néoplasie
C'est de manière générale une forme de cancer correspondant à une prolifération incontrôlée, excessive et anormale de cellules de manière indépendante du schéma normal de croissance défini par les mécanismes de régulation de l’organisme (Sindermann, 1990).
La « néoplasie disséminée » qui concerne les bivalve a été décrite par une revue par Elston et al. en 1992 et plus récemment par Barber en 2004. C'est l'une des deux néoplasies malignes susceptibles de toucher les bivalves marins (l'autre étant la néoplasie gonadique).

## Description et anomalies génomiques
Cette maladie a d'abord été caractérisée et détectée par une hypertrophie du noyau des cellules « sanguines » du mollusque.
Puis des études françaises récentes (2015-2016) ont porté sur des lots (de 300 moules chacun) provenant de sept sites différents de Charente-Maritime et de Vendée. Elles ont montré sans ambiguïté que des anomalies génomiques lourdes sont associées à chaque flambées de mortalité observée durant la période d'étude chez la moule bleue, Mytilus edulis-galloprovincialis sur la côte atlantique de la France ;
- La cytométrie en flux (FCM) permet de mesurer la quantité de matériel génétique des cellules, ainsi que d'étudier la ploïdie des cellules touchées par une hémopathie. Cette analyse appliquée à une centaine d'individus échantillonnés dans chaque lot[5]. Elle a révélé un large et anormal continuum de distribution de ploïdie (nombre d'un même chromosome) ; allant d'une hypodiploïdie à la tétraploïdie ;
- La FCM a aussi servi à évaluer (au niveau individuel et populationnel des différents seuils d'anomalies génomiques (GA%) en utilisant le pourcentage de noyaux non-diploïdes ;
- Sur les 4 lots les plus gravement affectés, avec 55 % à 90 % des moules touchées (trois lots venant de Vendée et l'un venant de Charente-Maritime, avec 90 % et 98 % de moules respectivement porteuses d'anomalies génomiques des hémocytes ; plus de 10 % des cellules de ces moules présentaient une hypodiploïdie (moins de 2n jeux chromosomes) ou une tétraploïdie (4n jeux de chromosomes), avec entre ces deux extrêmes tous les niveaux de ploïdie intermédiaire ;
- Inversement au sein des deux lots les moins affectés (provenant de Charente-Maritime) ces anomalies du génome étaient les moins nombreuses, tant pour le nombre de cellules anormales par moule que pour la part des moules présentant plus de 10 % de cellules atteintes ;
- Les moules provenant de l'estuaire du Lay étaient (parmi les échantillons étudiés) les moins touchées (5 % de mortalité) ; elles ne présentaient aucun cas de plus de 10 % d'hémocytes anormaux.
- Selon Ifremer (mi 2016) « Il pourrait exister une corrélation entre le niveau de mortalité et la variabilité de la ploïdie au sein d’un lot. Ces travaux ont fait l’objet de la part d’un chercheur de l’Ifremer d’un dépôt de publication aujourd’hui accepté auprès du Journal of Invertebrate Pathology, sans que cela ait pu être intégré à ce stade dans les analyses de l’institut »

Seuils de qualité cytogénétique 

Il n'existe pas encore de normes ou seuil officiel relatifs à cette maladie. L'étude d'Ifremer a considéré un seuil correspondant à 10 % d'hémocytes anormaux (en termes de ploïdie). Et au niveau de la population le seuil retenu était de 6 % (pour l'intensité moyenne de l'anomalie, c'est-à-dire que moins de 6 % des moules ne devraient pas individuellement présenter plus de 10 % de leurs hémocytes anormaux).

Ces taux ont été en effet significativement prédictif du taux de mortalité final dans la population (et dans les lots analysés en France par l'Ifremer, les moules qui ne mourraient pas dans les zones de fortes mortalité « s’avèrent, quelle que soit leur origine, ne pas présenter ce problème »).
Si l'on respecte ces seuils, seuls deux lots de moules analysées durant l'étude pourraient être considérés de qualité cytogénétique acceptable.

## Prévalence, morbidité, saisonnalité, pathogénicité
La prévalence de cette maladie était autrefois faible (moins de 5 % des colonies de moules dans les années 1980).
Dans les années 1990, des cas de néoplasie disséminée affectaient des zones conséquentes.
La maladie qui n'est connue que depuis peu de temps en France s'est rapidement étendue entre 2010 et 2016, avec une pathogénicité élevée (puisque localement les taux de mortalité atteignent 80 % à 100 % des individus de certains parcs de mytiliculture).
Le taux de bivalves touchés dans une population, le stade de développement de la maladie, et l’intensité de la maladie varient selon les années et durant l’année, mais sans que l’on ait trouvé de facteurs expliquant les tendances et variations,,.
Certains individus sembles plus vulnérables que d'autres, selon leur âge, de leur sexe et de leur statut reproducteur,,

## Causes
Chez tous les animaux (dont l'homme), le cancer résulte habituellement de prédispositions génétiques et/ou d'une mutation (ou d'une somme de mutations) du génome induite par l'environnement et le mode de vie.
Exceptionnellement, il est induit par un virus (ex cancer du col de l'utérus souvent induit par un papillomavirus) mais même dans ces cas, l’agent pathogène ne constitue qu’un facteur de maladie, qui reste en premier lieu le fait de mutations génétiques s’accumulant au sein de l’individu touché.
Dans le cas présent, un autre phénomène est en cause, encore incomplètement décrit et compris, et plusieurs autres causes secondaires éventuelles (non exclusives les unes des autres) ont à ce jour évoquées et plus ou moins étudiées :
1. un éventuel rétrovirus ; plusieurs auteurs notent le caractère épidémiologiquement brutal et géographiquement étendu et du caractère « transmissible » entre individus de la « néoplasie disséminée ». Ce caractère est reconnu depuis 1994 par plusieurs auteurs tels que Sunila, 1994; Weinberg et al., 1997; Collins et Mulcahy, 2003). Ces épidémies surgissent en outre au sein de populations précédemment considérées comme saines (Farley et al., 1986; McGladdery et al., 2001). Certains auteurs en déduisent qu’il existe probablement un agent infectieux ou vectoriel impliqué dans la diffusion de la maladie. 
Plusieurs études suggèrent fortement qu’un rétrovirus pourrait causer la maladie (House et al., 1998; Romal de et al., 2007; AboElkhair et al., 2009). Ceci est d'autant plus plausible que l'on connaît depuis plus de 100 ans le caractère oncogène de certains rétrovirus (qui peuvent donc mimer un cancer transmissible) : en 1908 les Danois Vilhelm Ellerman et Oluf Bang via le transfert de tissus infectés avait réussi à transmettre un cancer (leucémie aviaire induite par le virus de la leucémie aviaire ou ALV) d'un poulet à un autre, et peu après en 1911 Peyton Rous montrait que le virus du sarcome de Rous (RSV) induisait un sarcome en quelques semaines après l'infection (alors qu’il fallait attendre plusieurs mois pour l'ALV[26]. Plus récemment, on a montré que le Sarcome de Kaposi peut être déclenché par la dépression immunitaire induite par le virus HIV.

Toutefois, si un tel virus existe chez les bivalves touchés par ces flambées de cancers, aucun laboratoire public n’a pas encore pu être l'observer ni donc l'identifier.
1. une hybridation (naturelles ou d'origine humaine) entre plusieurs espèces de bibalves proches a pu être évoquée ;
2. un stress environnemental[27] naturel ou semi-naturel (les blooms planctoniques de cyanophycées toxiques, favorisés par le dérèglement climatique et l'eutrophisation des océans sont de plus fréquents et importants dans les zones touchées) ;
3. des facteurs de stress environnementaux directement anthropiques, tels la pollution de l'eau pourraient aussi être impliqués (ils le sont dans d'autres types de cancers de mollusques bivalves[28]), probablement en favorisant l'intensité de la maladie et sa contagiosité, sans a priori en être l'origine[8] « Le problème (...) est probablement multifactoriel » estime président du Comité national de la conchyliculture, Gérald Viaud interviewé en juin 2016[4]. Des perturbateurs endocriniens pourraient aussi être source d'instabilité génomique[29]. Parmi les hypothèses fréquemment évoquées dans ce type de cas figurent notamment des pathogènes, une contamination environnementale (dont par des pesticides), le dérèglement climatique, l'acidification des océans, la baisse de certaines ressources alimentaires, munitions immergées, perturbateurs endocriniens, mais Ifremer mi-juin 2016 dans un communiqué se dit « pleinement mobilisé » et rappelle que « Les phénomènes de mortalité sont complexes et répondent donc à un grand nombre de facteurs qui se combinent ». En attendant les résultats d'études plus poussées l'Institut attire « l'attention sur la prudence avec lequel il doit être pris afin d’en tirer des conclusions sur les phénomènes de mortalité ».

Les cancers et tumeurs sont habituellement relativement rares chez de nombreux organismes marins qui sont pour cette raison étudiés par les laboratoires recherchant des médicaments anticancéreux ou par des universitaires cherchant à mieux comprendre le mécanisme de la cancérogenèse.

## Mécanismes de contamination et transmission
Ils n'ont pas encore été identifiés.
Normalement un cancer n'est quasi-jamais contagieux, et jamais chez l'humain.
Seuls deux cancers « contagieux » (à transmission horizontale) étaient connus et aucun en milieu marin). Ce sont :
1. la tumeur faciale transmissible du Diable de Tasmanie (ou pour les anglophones DFTD pour Devil Facial Tumour Disease) ; maladie cancéreuse transmise par morsure et blessure lors des combats entre individus. Elle est devenue une source de risque d'extinction pour le diable de Tasmanie. 
Selon une étude génétique, cette maladie serait émergente, apparue vers les années 1980
2. le sarcome de Sticker ; maladie canine, transmise par voie sexuelle[3]. 
Selon les analyses génétiques disponibles, elle serait bien plus ancienne et contemporaine de la domestication du chien (10 000 à 13 000 ans)[3].

Les deux modes de transmissions décrits ci-dessus (morsure, contact sexuel direct) sont exclus dans le cas des mollusques marins touchés (en particulier pour la mye qui est peu mobile).
Par contre il semble que les mollusques touchés soient tous des mollusques filtreurs, ce qui plaide pour l'hypothèse de cellules cancéreuses se reproduisant dans le mollusques et relâchées (avec les pseudofèces, par hémorragie et/ou à la mort de l'individu ?) puis ingérées lors du processus d'alimentation par filtration.
Certains cancers sont induits par des infections virales, mais le virus n'est pas la cause directe du cancer et ce ne semble pas être le cas chez les mollusques marins, car les cellules cancéreuses portent le même génome, qui est différent de celui du mollusque infecté ;
En 2016, on a montré (hémocytologie) que des cellules néoplasiques circulent dans l'hémolymphe. Une hypothèse est qu'à la mort d'un individus et/ou en cas d'hémorragie ces cellules peuvent passer dans le milieu marin et être durant un certain temps contaminantes pour d'autres mollusques.

## En France
Depuis 2014 des mortalités localement importantes (avec des surmortalités de moules atteignant 70 % voire jusque près de 100 % et touchant à la fois des moules jeunes et adultes) affectent plusieurs zones de mytilicultures françaises, dont sur des filières situées au large et dans la baie de l’Aiguillon au nord de la Charente-Maritime (qui produit environ 10 000 t/an de moules et où les pertes ont atteint environ 8 millions € après l'hiver 2013-2014 selon le Pdt du syndicat des mytiliculteurs de Charente-Maritime).
Lors des études conduites sous l'égide d'Ifremer (avec la station de la Tremblade en Charente-Maritime), les taux de mortalité se sont montrés similaire dans les bassins expérimentaux à ce qu'ils étaient en pleine mer dans les élevage affectés par l'épidémie.
2016 devrait être selon le président du comité régional de la conchyliculture du Pays de la Loire (Jacques Sourbier) une très mauvaise année : « l’épidémie s’étend désormais à la Bretagne, jusqu’au nord du Finistère, mais également vers le sud, avec une moyenne de mortalité autour de 70 % ».

## Perspectives et questions non résolue
- la « possibilité d'une transmission à d'autres espèces de bivalves » doit encore faire l'objet d'investigations scientifiques. 
Elle ne semble pas à ce jour avoir été détectée chez des bivalves d'eau douce[4]
- Il n'est pas certain que le phénomène leucémique transmissible observé chez la mye commune soit exactement de même nature ou lié aux mêmes cellules « métastasiques[4]. »
- Ce nouveau cas marin ajoute une troisième forme de cancer transmissible aux deux cas connus sur terre. Il pourrait laisser penser que la transmission horizontale d’une cellule cancéreuse leucémique soit moins exceptionnelles dans la nature qu’on ne l'avait cru jusqu'alors[18].

Des études moléculaires complémentaires, avec recherche de marqueurs génétiques appropriés devraient permettre de bientôt répondre à ces questions. Un projet complémentaire (de recherche) est prévu pour 2017, afin de « mieux comprendre les racines du phénomène » selon Gérald Viaud (mi-juin 2016).

## Taxons actuellement touchés
- Huîtres américaines (Crassostrea virginica)
- Huître plate (Ostrea edulis)
- les moules (Mytilus spp.)
- la mye (Mya arenaria)
- les coques (Cerastoderma edule).